# 田口麻衣
田口 麻衣（たぐち まい、1975年2月15日 - ）は、中国放送（RCC）アナウンサー、ラジオパーソナリティ。福岡県筑紫野市出身。

## 人物
高校時代は陸上競技部（中長距離）、大学時代はスキー部（ノルディック）に所属し活動。
福岡雙葉学園を経て上智大学を卒業後1997年に中国放送（RCC）に入社。ニュース番組から情報バラエティ番組まで幅広くこなしている。
2006年と2010年と2015年に男児を出産しており、三児の母親である。身長156cm。
2013年6月3日、2012年8月6日にアーサー・ビナードとヒビカンMC3人の青山高治・岡佳奈・田口麻衣が広島平和記念公園から3時間生放送した『日々感謝。ヒビカン』が第50回ギャラクシー賞ラジオ部門大賞を受賞。
休日は家族とサンフレッチェ広島および同じく女子チームであるサンフレッチェ広島レジーナの観戦に行くこと。
LIONスポーツスペシャルRCCひろしま女子駅伝に毎年参加している。
2025年7月1日付で、アナウンス部部長としてアナウンサーに復帰する吉田幸の後任として、総務局広報部に部長として異動したが、アナウンサーとしての活動も番組を限定して継続しているため、引き続きアナウンサー公式ウェブサイトに掲載されている。

## 現在の担当番組

### ラジオ
- Good Sound Music
- 花金ラジオすっぴんブギ（2024年4月5日 - ）毎週金曜 12:00～15:00（総務局広報部長への異動後も出演を継続）

## 過去の担当番組

### テレビ
- RCCニュース・ブリッジ（1998年4月 - 2000年6月）
- ナイトプレス（1999年4月 - 2001年9月）
- Eタウン（2001年10月 - 2005年12月、2011年4月 - 2015年3月） 2代目MC
- ぶらぴ（2008年2月14日放送分） 臨時秘書
- RCCイブニングワイド（2008年4月 - 2010年9月） 木・金曜MC
  - 「RCCイブニングワイド」の司会者である西田篤史とはかつてラジオ番組「らじキンギョ」で一緒だった。
- アォーン!（2009年4月 - 2014年3月）ナレーション
- 中国放送開局60年記念番組 牡蠣が結ぶ世界の絆 オイスターロードを行く（2013年2月9日、RCC発 TBS系）ナレーション
- 怪盗有吉 瀬戸内の絶品グルメを狙え!（2018年2月10日、RCC発 TBS系28局フルネット）ナレーション
- dポンナビ（ - 2018年3月23日）ナレーション
- 呉市広報番組『こちら!くれきん新聞!』 （2018年7月6日 - 2019年3月29日、毎週金曜18:56～19:00） 新聞記者 役
- くれワンダーランドJourney番外編 徹底追跡!あなたは呉氏を知っていますか?（2019年7月29日）MC
- イマなまっ! コーナー「街飯ヒストリーツアー 広島の食通・シャオヘイさんと美味探訪」（2020年）シャオヘイとコンビで出演
- ゴルフの花道（ - 2021年4月4日）ナレーション
- ピース!ピース!ふくやま（2020年4月 - 2023年3月）レポーター　2023年4月から中根夕希に引き継ぎ。
- ふるさと再発掘・街ブラバラエティー 元就。　ナレーション
- イマナマ! 火曜コーナー「たまにはそとランチ」（2025年4月1日 - 7月29日）シャオヘイと出演

### 配信
- 田口麻衣のサンフレPLAY!（2018年4月16日 - 11月30日）

### ラジオ
- パンチョのスーパースタジアム
- フライデースクープ!西田篤史のらじキンギョ（2000年 - 2003年）
- 一文字弥太郎の週末ナチュラリスト 朝ナマ!（2007年4月 - 2010年9月）
- 歌のない歌謡曲（2008年3月31日 - 。2004年5月 - 2006年1月にも担当していた）
- 本名正憲のきょうもゴゴイチ（2008年4月 - 。2003年4月 - 2006年1月にも担当していた）

※上記二番組は出産・育児休暇に入るために降板し、どちらも後任には吉田幸アナウンサーが就いたが、吉田幸アナウンサーが二度目の出産・育児休暇に入るため田口麻衣が約2年ぶりに番組に復帰することになった。
- 日々感謝。ヒビカン（2012年4月 - 2014年9月、水・木・金曜担当）
- エネルギー最前線 ミライレポート（2013年4月 - 2014年9月　中国地方民放ラジオブロックネット）
- モテイン・アライブ （2016年4月 - 2018年3月30日）毎週金曜 15:00～16:50生放送
- エンジョイ!RCCひろしま女子駅伝（2018年3月4日） MC
- 田口麻衣のらじぽん!
- ありがとう!エディオンスタジアム〜サンフレッチェ広島と歩んだ30年〜（2023年11月23日）
- おひるーな（2018年6月1日 - 2020年3月27日、2021年3月31日 - 2024年3月）[4]
- 歌人・村下孝蔵 色褪せぬ歌2021（2021年6月6日 18:00-20:00）
- 歌人・村下孝蔵 色褪せぬ歌2022（2022年5月29日 18:00-20:00）
- 歌人・村下孝蔵 色褪せぬ歌2023（2023年5月29日 18:00-20:00）
- 歌人・村下孝蔵 色褪せぬ歌（2024年7月14日 20:00-21:30）
- 特選! すっぴん川柳 歳末スペシャル（2024年12月30日 8:30-9:00）
- 田口麻衣noみみコミ（ - 2025年6月）
- 田口麻衣noこみみコミ（ - 2025年6月）
- 中国新聞ニュース